# Арбын
Арбын (кирг. Арбын) — село в Ноокатском районе Ошской области Кыргызстана. Входит в состав Кенешского айылного аймака.

## География
Село расположено в западной части области, на левом берегу реки Шан-Кёль, на расстоянии приблизительно 8 километров (по прямой) к востоко-юго-востоку от города Ноокат, административного центра района. Абсолютная высота — 1450 метров над уровнем моря.

## Население
Согласно оценочным данным Национального статистического комитета Кыргызской Республики, численность населения села на начало 2023 года составляла 3114 человек.
| год     | 2009 | 2014 | 2015 | 2020 | 2021 | 2023 |
| ------- | ---- | ---- | ---- | ---- | ---- | ---- |
| человек | 3560 | 3810 | 3718 | 4679 | 3063 | 3114 |